# Janus Robberts
Janus Robberts (né le 10 mars 1979 à Louis Trichardt) est un athlète sud-africain, spécialiste du lancer du poids et dans une moindre mesure, du lancer du disque. 

## Biographie

### Palmarès
| Date | Compétition                   | Lieu         | Résultat | Épreuve          | Performance |
| ---- | ----------------------------- | ------------ | -------- | ---------------- | ----------- |
| 1998 | Championnats du monde juniors | Annecy       | 2e       | Lancer du poids  | 18,15 m     |
| 1998 | Championnats du monde juniors | Annecy       | 7e       | Lancer du disque | 55,63 m     |
| 1998 | Jeux du Commonwealth          | Kuala Lumpur | 5e       | Lancer du poids  | 19,15 m     |
| 1999 | Jeux africains                | Johannesburg | 2e       | Lancer du poids  | 19,16 m     |
| 2000 | Jeux olympiques               | Sydney       | 7e       | Lancer du poids  | 20,32 m     |
| 2002 | Jeux du Commonwealth          | Manchester   | 2e       | Lancer du poids  | 19,97 m     |
| 2002 | Jeux du Commonwealth          | Manchester   | 7e       | Lancer du disque | 57,02 m     |
| 2002 | Championnats d'Afrique        | Radès        | 1er      | Lancer du poids  | 19,73 m     |
| 2002 | Championnats d'Afrique        | Radès        | 1er      | Lancer du disque | 54,32 m     |
| 2002 | Coupe du monde des nations    | Madrid       | 4e       | Lancer du poids  | 20,00 m     |
| 2004 | Championnats d'Afrique        | Brazzaville  | 1er      | Lancer du poids  | 21,02 m     |
| 2006 | Jeux du Commonwealth          | Melbourne    | 1er      | Lancer du poids  | 19,76 m     |
| 2006 | Championnats d'Afrique        | Bambous      | 2e       | Lancer du poids  | 17,88 m     |
| 2008 | Championnats d'Afrique        | Addis-Abeba  | 3e       | Lancer du poids  | 16,44 m     |

### Records
Janus Robberts détient le record d'Afrique du lancer du poids à la fois en plein air et en salle.
| Épreuve          | Épreuve          | Performance | Lieu        | Date              |
| ---------------- | ---------------- | ----------- | ----------- | ----------------- |
| Lancer du poids  | En plein air     | 21,97 m     | Eugene      | 2 juin 2001       |
| Lancer du poids  | En salle         | 21,47 m     | Norman      | 1er décembre 2001 |
| Lancer du disque | Lancer du disque | 62,37 m     | Baton Rouge | 31 mai 2002       |